# あいつと俺
『あいつと俺』（あいつとおれ）は、日本のテレビドラマである。
第1話から第4話は1980年3月4日から同年3月25日（毎週火曜日午後8時）に東京12チャンネルで放送。
第5話から第12話は1984年3月21日から同年3月30日（月 - 金曜日午前9時）にテレビ東京（東京12チャンネルから改称）で放送。

## 概要
日本を旅しながら行く先々で起こる事件を捜査する刑事2人の活躍をメインとした、ロードムービースタイルの刑事ドラマ。旅先ごとに現地ロケーションをした。全編の約90%がロケで制作された、勝プロ初めての現代劇である。
当初は全24話の予定であったが、制作されたのは半分の全12話に留まり、なおかつ放送は4話で打ち切られた。残りの8話分は、1984年3月に午前9時台の再放送枠を使って放送された。
長らく再放送や映像ソフトの販売は行われてこなかったが後述の通り日本映画専門チャンネルで不定期に再放送されている。勝プロダクションが同時期に制作した『警視 - K』（日本テレビ）、『走れ!熱血刑事』（テレビ朝日）も再放送された実績がある。この3作品はアマゾンプライムビデオでも視聴することが出来る。映像ソフトの販売は今のところ予定はない。

## 登場人物
登場人物：演者の順
- 峰山凡太郎：川谷拓三 - 警視庁捜査一課所属刑事。刑事歴10年。高知県・安芸市出身。地方への出張捜査ばかりを任される。パッとせず野暮ったく、出世にも執着せずマイペースだが粘り強いところがある。変人とも言われているが、心は人一倍温かい。アマチュア無線が趣味で、暇さえあれば出張先の地元の人々とトランシーバーで交信している。
- 山田平太：清水健太郎 - 捜査一課の新人刑事。頭も運動神経も良いことから将来を嘱望された青年刑事だが、峰山の生き方に惹かれ、自ら望んで峰山と組み、一緒に出張捜査に出掛けている。
- 中村ジュン：伊藤咲子 - 雑誌『ロンロン』の記者。勝ち気で気が強いが、魅力的な女性。彼女もまた峰山と山田のコンビに惹かれ、旅の取材も兼ねてという名目で2人を追いかけている。愛車はサバンナRX-7。
- 矢島：草野大悟 - 雑誌『ロンロン』の編集長。
- 松本キャップ：伊沢一郎
- 花形チーフ：岸田森 - 捜査一課のチーフ刑事。キザでダンディーと言われる。出世にこだわり、他人の手柄を横取りするなど、人を人と思っていないところがある。
- 重久刑事：多宮健二[4]
- 広瀬刑事：藤雄木斉
- 浦野刑事：林幸一
- 金田正樹
- 寺田刑事：大柴亨介[5]
- 高村蓮太郎
- 植田リエ：桂木梨江
- 谷やん：谷崎弘一 - 「東々亭」の出前持ち。次回予告のナレーションを担当。
- みよちゃん：谷口美由紀
- 東兵衛：伴淳三郎 - ラーメン屋「東々亭」の主人。元警視庁刑事で、当時を忘れられないことから東々亭も警視庁の近くに開業している。峰山にかつての自分を重ね合わせて見ていることもあることから、峰山と山田の良き理解者。

出典：「完全テレビシナリオ あいつと俺」『週刊テレビ番組』1980年3月7日号、東京ポスト、56 -。

## スタッフ
- 企画：久保寺生郎
- プロデューサー：古田明(東京12チャンネル)、市古聖智(勝プロダクション)
- 音楽：ブラック・デボーション
- 撮影：渡辺貢、矢田行男、吉田貞次
- 美術：池谷仙克
- 殺陣：渡辺安章
- 協力：アオイスタジオ、東洋音響、東京現像所、京都衣裳、高津商会、多摩美術センター
- 制作協力：MAZDA、チャールズ・サポン、トリオ
- 製作：東京12チャンネル、勝プロダクション

## 主題歌
「無言劇」
作詞・作曲：高見沢俊彦 / 歌・編曲：アルフィー

## 各話リスト
| 話数 | 放送日        | サブタイトル                                | 脚本              | 監督     | ゲスト                             |
| ---- | ------------- | ------------------------------------------- | ----------------- | -------- | ---------------------------------- |
| 1    | 1980年3月4日  | 男、オホーツクに消える -北海道-             | 東條正年          | 根本順善 | 山田吾一、早川絵美                 |
| 2    | 1980年3月11日 | しなやかなライフル魔 -九十九里浜-           | 中村努            | 櫻井一孝 | 原田美枝子、丘さとみ、荻原賢三     |
| 3    | 1980年3月18日 | 母さんを追うんだ -丹沢大山-                 | 中村努            | 井上昭   | 藤巻潤、范文雀、小林憲一           |
| 4    | 1980年3月25日 | 赤い傘の犯行 -安曇野-                       | 高際和雄          | 内藤誠   | 中島ゆたか、平泉征、内田稔         |
| 5    | 1984年3月21日 | 青春の脅迫者 -釧路-                         | 田中利世          | 根本順善 | 根岸とし江、西田静志郎             |
| 6    | 1984年3月22日 | 五島からの手紙 -五島列島-                   | 小倉洋二 中野顕影 | 根本順善 | にしきのあきら、矢島洋子           |
| 7    | 1984年3月23日 | 海に沈めた醜聞（スキャンダル） -五島・有川- | 田中利世          | 根本順善 | 赤座美代子、森次晃嗣、村松克巳     |
| 8    | 1984年3月26日 | 雪山に埋めた殺意 -八ヶ岳・原村-             | 佐藤繁子          | 内藤誠   | 大信田礼子、遠藤征慈、横森久       |
| 9    | 1984年3月27日 | かもめのように翔んだ -別府-                 | 池田一朗          | 江崎実生 | 井上博一、一ノ瀬康子、頭師佳孝     |
| 10   | 1984年3月28日 | 霧の町の少女 -湯布院-                       | 池田一朗          | 江崎実生 | 三條美紀、新谷由美子、沖田駿一     |
| 11   | 1984年3月29日 | 五千万円掠奪作戦 -横浜-                     | 小倉洋二          | 田辺隆史 | 佐藤蛾次郎、加山麗子、紗貴めぐみ   |
| 12   | 1984年3月30日 | 裏切りの銃声 -高知・安芸-                   | 中村努            | 井上昭   | 小野川公三郎、小林伊津子、岡嶋艶子 |

## 再放送
2016年10月には、CS・日本映画専門チャンネルにて初の再放送が行われた。
その後の同チャンネルでは、2017年4月・2020年9月・2021年6月と、不定期で本作品の再放送が行われている。

## 前後番組
| 東京12チャンネル 火曜20:00枠                                                                    | 東京12チャンネル 火曜20:00枠                                 | 東京12チャンネル 火曜20:00枠                         |
| 前番組                                                                                          | 番組名                                                       | 次番組                                               |
| ----------------------------------------------------------------------------------------------- | ------------------------------------------------------------ | ---------------------------------------------------- |
| 体験時代 （1979年10月9日 - 1979年12月18日） ↓ 火曜ロードショー ※20:00 - 22:24、一時的に60分拡大 | あいつと俺（第1話 - 第4話） （1980年3月4日 - 1980年3月25日） | 火曜ロードショー ※20:00 - 22:54、火曜21:00枠から移動 |